# Континуанта
Континуанта — определённый многочлен от нескольких переменных, связанный с цепными дробями.

## Определения

### Рекуррентное
Континуанта индекса n есть многочлен {\displaystyle K_{n}(x_{1},\;\ldots ,\;x_{n})}, определяемый рекуррентным соотношением:
{\displaystyle K_{-1}=0,\qquad K_{0}=1,}
{\displaystyle K_{n}(x_{1},\;\ldots ,\;x_{n})=x_{n}K_{n-1}(x_{1},\;\ldots ,\;x_{n-1})+K_{n-2}(x_{1},\;\ldots ,\;x_{n-2}).}

### Через определитель
Континуанта может быть также определена как определитель трёхдиагональной матрицы
{\displaystyle K_{n}(x_{1},\;x_{2},\;\ldots ,\;x_{n})=\det {\begin{pmatrix}x_{1}&1&0&\cdots &0\\-1&x_{2}&1&\ddots &\vdots \\0&-1&\ddots &\ddots &0\\\vdots &\ddots &\ddots &\ddots &1\\0&\cdots &0&-1&x_{n}\end{pmatrix}}.}

## Свойства
- Континуанта {\displaystyle K_{n}(x_{1},\;\ldots ,\;x_{n})} есть сумма всех одночленов, получаемых из одночлена {\displaystyle x_{1}\cdot \ldots \cdot x_{n}} вычеркиванием всевозможных непересекающих пар соседних переменных (правило Эйлера).
  - Пример:
{\displaystyle K_{5}(x_{1},\;x_{2},\;x_{3},\;x_{4},\;x_{5})=x_{1}x_{2}x_{3}x_{4}x_{5}\;+\;x_{3}x_{4}x_{5}\;+\;x_{1}x_{4}x_{5}\;+\;x_{1}x_{2}x_{5}\;+\;x_{1}x_{2}x_{3}\;+\;x_{1}\;+\;x_{3}\;+\;x_{5}.}
  - Следствие:
Континуанты обладают зеркальной симметрией: {\displaystyle K_{n}(x_{1},\;\ldots ,\;x_{n})=K_{n}(x_{n},\;\ldots ,\;x_{1}).}
- {\displaystyle K_{n}(1,\;\ldots ,\;1)=F_{n+1}} — число Фибоначчи.
- Справедливо тождество:
{\displaystyle {\frac {K_{n}(x_{1},\;\ldots ,\;x_{n})}{K_{n-1}(x_{2},\;\ldots ,\;x_{n})}}=x_{1}+{\frac {K_{n-2}(x_{3},\;\ldots ,\;x_{n})}{K_{n-1}(x_{2},\;\ldots ,\;x_{n})}}}
- В поле рациональных дробей
{\displaystyle {\frac {K_{n}(x_{1},\;\ldots ,x_{n})}{K_{n-1}(x_{2},\;\ldots ,\;x_{n})}}=[x_{1};\;x_{2},\;\ldots ,\;x_{n}]=x_{1}+{\frac {1}{\displaystyle {x_{2}+{\frac {1}{x_{3}+\ldots }}}}}} — цепная дробь.
- Справедливо матричное соотношение:
{\displaystyle {\begin{pmatrix}K_{n}(x_{1},\;\ldots ,\;x_{n})&K_{n-1}(x_{1},\;\ldots ,\;x_{n-1})\\K_{n-1}(x_{2},\;\ldots ,\;x_{n})&K_{n-2}(x_{2},\;\ldots ,\;x_{n-1})\end{pmatrix}}={\begin{pmatrix}x_{1}&1\\1&0\end{pmatrix}}\times \ldots \times {\begin{pmatrix}x_{n}&1\\1&0\end{pmatrix}}}.
  - Откуда для определителей получается тождество:
{\displaystyle K_{n}(x_{1},\;\ldots ,\;x_{n})\cdot K_{n-2}(x_{2},\;\ldots ,\;x_{n-1})-K_{n-1}(x_{1},\;\ldots ,\;x_{n-1})\cdot K_{n-1}(x_{2},\;\ldots ,\;x_{n})=(-1)^{n}.}
  - А также:
{\displaystyle K_{n-1}(x_{2},\;\ldots ,\;x_{n})\cdot K_{n+2}(x_{1},\;\ldots ,\;x_{n+2})-K_{n}(x_{1},\;\ldots ,\;x_{n})\cdot K_{n+1}(x_{2},\;\ldots ,\;x_{n+2})=(-1)^{n+1}x_{n+2}.}